# 八森テレビ中継局
八森テレビ中継局（はちもりテレビちゅうけいきょく）は、秋田県山本郡八峰町の旧八森町域にあるテレビ中継局である。

## 概要
- 当中継局は、山本郡八峰町八森字椿195番1号の糠森山に置かれ、旧八森町域に電波を発射している。

## 中継局概要

### デジタルテレビ
| リモコンキーID | 放送局名          | 物理チャンネル | 物理チャンネル | 空中線電力 | ERP   | 放送対象地域 | 放送区域内世帯数 |
| リモコンキーID | 放送局名          | リパック前のch | リパック後のch | 空中線電力 | ERP   | 放送対象地域 | 放送区域内世帯数 |
| 1              | NHK秋田総合テレビ | 48ch           | 43ch           | 300mW      | 1.95W | 秋田県       | 約1700世帯       |
| 2              | NHK秋田教育テレビ | 47ch           | 47ch           | 300mW      | 1.95W | 全国         | 約1700世帯       |
| 4              | ABS秋田放送       | 49ch           | 49ch           | 300mW      | 1.95W | 秋田県       | 約1700世帯       |
| 5              | AAB秋田朝日放送   | 51ch           | 51ch           | 300mW      | 1.95W | 秋田県       | 約1700世帯       |
| 8              | AKT秋田テレビ     | 50ch           | 52ch           | 300mW      | 1.95W | 秋田県       | 約1700世帯       |

- 2008年（平成20年）9月19日から11月10日まで試験放送を実施、11月6日に本免許交付、11月11日から本放送開始。
- 黒数字chは、2011年（平成23年）9月5日から送信されるチャンネルで、これまで使用していた48chと50chはNHK秋田放送局の秋田本局（基幹送信所）のデジタル総合テレビ（48ch）・デジタル教育テレビ（50ch）に割り当てられることになったが、これは新潟県の弥彦山親局との混信により影響を受けていた13chと15chから変更される形で割り当てられたものである。
- なお、NHK総合の48chとAKTの50chは、2011年（平成23年）9月18日で送信停止。緑数字chは、変更されないチャンネル。

### アナログテレビ
| 放送局名          | チャンネル | 空中線電力        | ERP               | 放送対象地域 | 放送区域内世帯数 |
| AAB秋田朝日放送   | 52ch       | 映像3W /音声750mW | 映像27W /音声6.8W | 秋田県       | 不明             |
| ABS秋田放送       | 54ch       | 映像3W /音声750mW | 映像27W /音声6.8W | 秋田県       | 不明             |
| AKT秋田テレビ     | 56ch       | 映像3W /音声750mW | 映像27W /音声6.8W | 秋田県       | 不明             |
| NHK秋田総合テレビ | 58ch       | 映像3W /音声750mW | 映像27W /音声6.8W | 秋田県       | 不明             |
| NHK秋田教育テレビ | 60ch       | 映像3W /音声750mW | 映像27W /音声6.8W | 全国         | 不明             |

- 2011年（平成23年）7月24日をもってすべて廃止された。

## その他
- 当中継局がある八峰町は青森県西津軽郡深浦町岩崎地区に接するが、そこでは電波ロケーションの関係から当中継局の受信不可である[1]。そのため、秋田送信所を受信している。
- 中継局のふもとでは、アンテナマストを曲げて電波を受信している建物がある。